# مصر في الألعاب البارالمبية الصيفية 2000
شاركت مصر في الألعاب البارالمبية الصيفية 2000 في سيدني، و قد فاز الوفد الرياضي المصري ب 6 ميداليات ذهبية و 11 ميدالية فضية، ومثلها برونزية لتحتل بذلك المرتبة 23 من بين 123 دولة في جدول الميداليات.

## مقالات ذات صلة
- مصر في الألعاب الأولمبية الصيفية 2000